# Sophie Wilde
Sophie Wilde (Sydney, 22 febbraio 1998) è un'attrice australiana.

## Biografia
Nata da madre ivoriana e padre australiano, Sophie Wilde è cresciuta ad Enmore, in un sobborgo di Sydney. A partire dall'età di cinque anni ha iniziato a prendere lezioni di recitazione presso il National Institute of Dramatic Art (NIDA) e l’Australian Theatre for Young People (ATYP). Dopo essersi diplomata presso il Newton High School of the Performing Arts, ha proseguito gli studi di recitazione presso il NIDA, conseguendo un Bachelor of Fine Arts nel 2019. Nel 2020 ha debuttato recitando la parte di Ofelia in Amleto presso il teatro Bell Shakespeare.
L'anno successivo Wilde ha esordito in televisione nella serie Eden, distribuita dal servizio streaming Stan, e nella miniserie You Don't Know Me della BBC. Nel 2022 ha ricevuto attenzione a livello internazionale con il film horror Talk to Me, diretto dai fratelli Philippou. Grazie alla pellicola ha vinto l'AACTA alla miglior attrice ed è stata candidata al Saturn Award. In seguito è stata protagonista nella serie Netflix Everything Now, nella miniserie Tom Jones - Una storia d'amore e nel film fantasy The Portable Door. In occasione dei Premi BAFTA 2024 è stata selezionata nella categoria Miglior stella emergente.

## Filmografia

### Cinema
- Talk to Me, regia di Danny e Michael Philippou (2022)
- The Portable Door, regia di Jeffrey Walker (2023)
- Babygirl, regia di Halina Reijn (2024)

### Televisione
- Eden – serie TV, 8 episodi (2021)
- You Don't Know Me, regia di Sarmad Masud – miniserie TV (2021)
- Tom Jones - Una storia d'amore (Tom Jones), regia di Georgia Parris – miniserie TV (2023)
- Everything Now – serie TV, 8 episodi (2023)
- Ragazzo divora universo (Boy Swallows Universe), regia di Bharat Nalluri, Jocelyn Moorhouse e Kim Mordaunt – miniserie TV (2024)

### Videoclip
- River of Neglect, Charbel (2019)

## Teatro
- Amleto di William Shakespeare, regia di Peter Evans. Bell Shakespeare di Sydney (2020)

## Riconoscimenti
- Casting Guild of Australia
  - 2020 – Miglior stella emergente[11]
- AACTA Awards
  - 2024 – Miglior attrice per Talk to Me[5]
- Black Reel Awards
  - 2024 – Candidatura alla miglior interpretazione protagonista per Talk to Me[12]
- British Academy Film Awards
  - 2024 – Candidatura alla miglior stella emergente[10]
- Festival di Cannes
  - 2024 – Trophée Chopard per la Rivelazione femminile[13]
- Saturn Awards
  - 2024 – Candidatura alla migliore attrice non protagonista per Talk to Me[6]
- Critics' Choice Super Award
  - 2024 – Miglior attrice in un film horror per Talk to Me[14]
- Logie Awards
  - 2024 – Miglior attrice non protagonista per Ragazzo divora universo[15]

## Doppiatrici italiane
Nelle versioni in italiano delle opere in cui ha recitato, Sophie Wilde è stata doppiata da:
- Lavinia Paladino in Talk to Me
- Martina Felli in The Portable Door
- Alice Venditti in Tom Jones - Una storia d'amore
- Jessica Bologna in Ragazzo divora universo
- Francesca Manicone in Babygirl